# Kräuterspirale

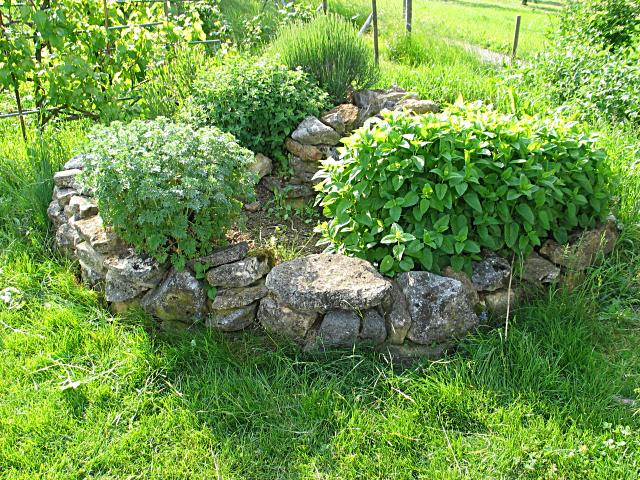
Kräuterspirale im Frühsommer

Die Kräuterspirale oder Kräuterschnecke ist ein dreidimensionales Beet, in dem Küchenkräuter angebaut werden. Die Kräuterspirale ist ein Beispiel für permakulturelle Gestaltung. Durch ihren Aufbau ermöglicht sie es, auf kleinstem Raum Standortansprüchen von Pflanzen aus verschiedenen Klimazonen gerecht zu werden.

## Aufbau

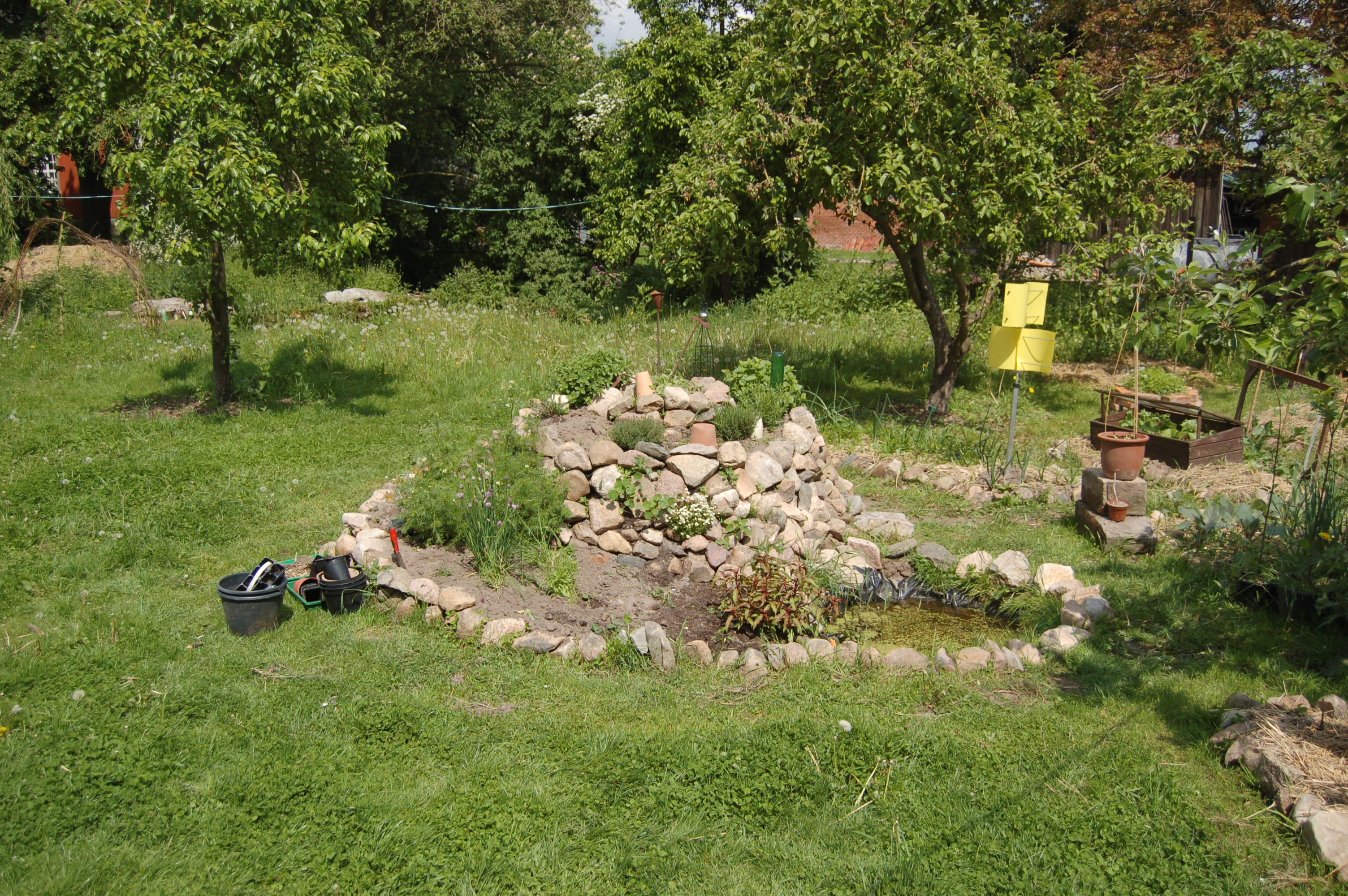
Kräuterspirale

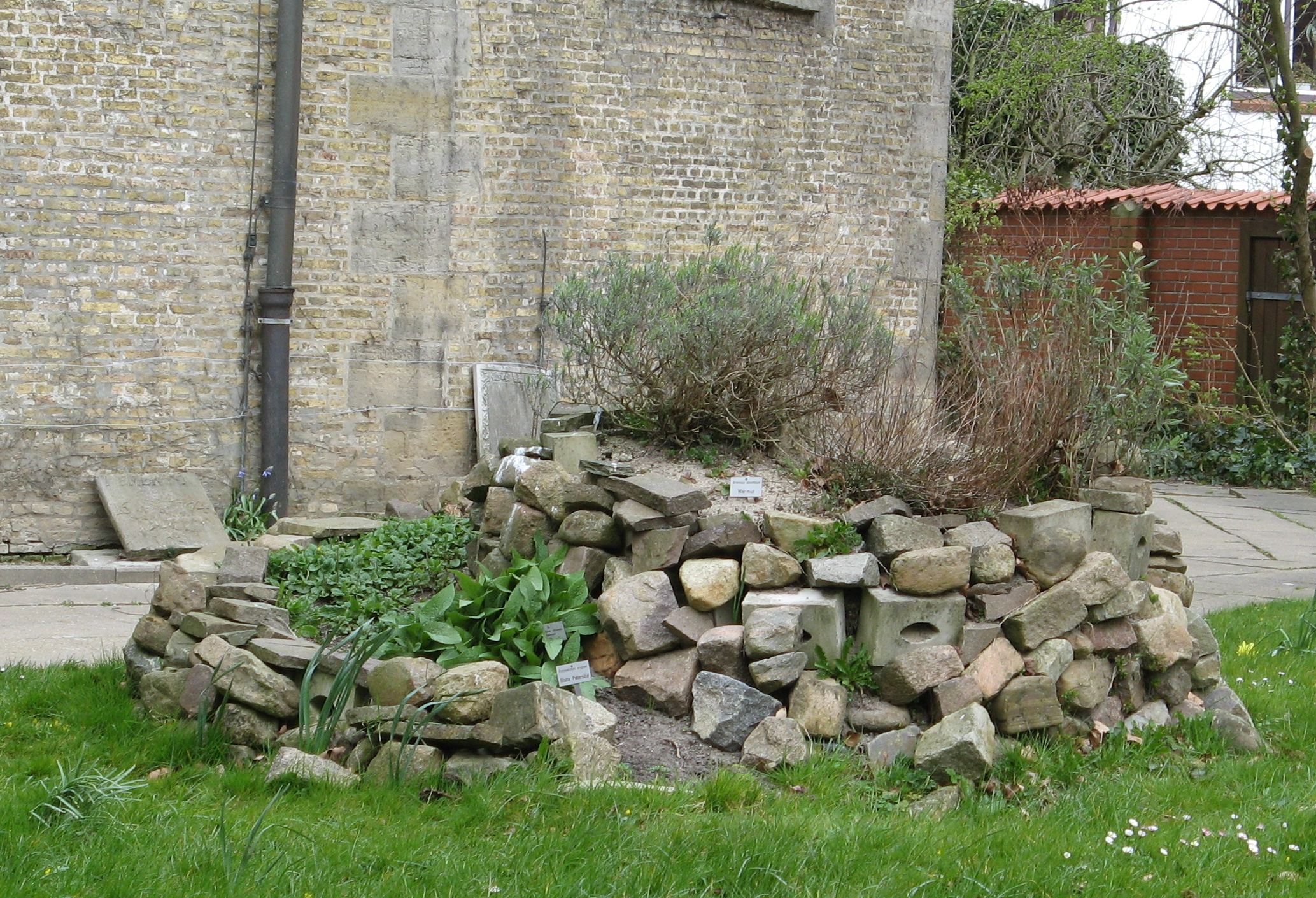
Seitenansicht einer Kräuterspirale

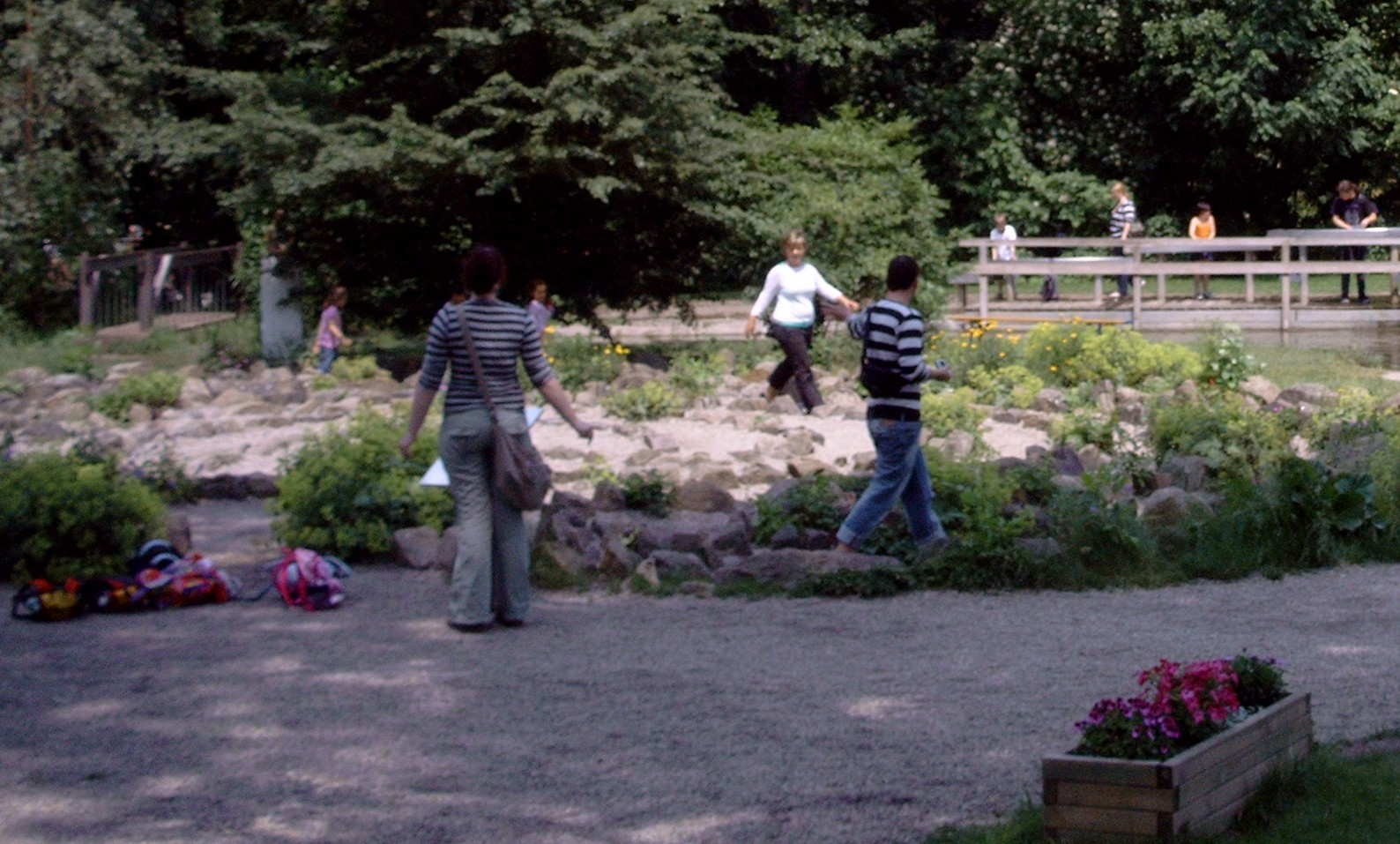
Sonderform: spiralförmiges Kräuterlabyrinth zur Sinnesvermittlung nach Kükelhaus

Bauschema für eine Kräuterspirale inklusive Bepflanzung

Die Spirale windet sich um einen Steinhaufen und steigt dabei kontinuierlich an. Der aufgefüllte Boden wird nach oben hin zunehmend mit Sand durchmischt, um ihn durchlässiger zu machen.
Von unten gesehen beginnt die Kräuterspirale mit einem kleinen Teich an der schattigen Nordseite (auf der Südhalbkugel Südseite). Dieser schafft ein feuchtes Mikroklima. 
Den mittleren Teil bezeichnet man als Normalzone. Der Boden hier entspricht typischen mitteleuropäischen Wachstumsbedingungen, indem er ebenfalls noch Humus ist, aber durchlässiger als in der Feuchtzone. Hier gibt es auch Bereiche, die im Halbschatten liegen. Pflanzen, die hier gut wachsen sind z. B. Petersilie, Koriander, Estragon, Kümmel, Oregano oder Basilikum.
Den oberen Teil der Spirale bildet eine Trockenzone. Der Boden ist durchlässig und mager. Der innere Aufbau der Kräuterspirale gewährleistet eine gute Drainage. Dies sind ideale Bedingungen für zahlreiche Küchenkräuter des Mittelmeerraumes, wie Salbei, Thymian oder Lavendel.
Der Übergang zwischen diesen Zonen ist fließend, so dass ein großes Spektrum von Wachstumsbedingungen abgedeckt wird.
Wenn man etwas für eine ökologische Schädlingsbekämpfung tun und gleichzeitig die Bestäubung der Blüten unterstützen möchte, hat man die Möglichkeit, durch die gezielte Verwendung von Nisthilfen einen artgerechten Lebensraum für Tiere zu schaffen. 
Ein bekanntes Problem ist, dass diese durch den Landschaftsverbrauch immer weniger natürlichen Lebensraum zur Verfügung haben. 
Die Nischenbrüterhöhle wird sehr gern von Nischen- und Halbhöhlenbrütern angenommen. Durch die Hauskatze, Marder oder Elster sind die Bestände von zum Beispiel Zaunkönig und Gartenrotschwanz gefährdet. Durch den Einsatz von Höhlen mit Raubtierschutz kann man sehr viel für den Schutz dieser Singvögel tun.
Der Insektennistkasten, in die Südseite der Spirale gesetzt, bietet Hautflüglern wie Wildbienen und Grabwespen einen Lebensraum. Sie sind sehr wärmeliebend und werden diesen Standort dankbar annehmen. Diese Insekten im Garten anzusiedeln, hat den Nebeneffekt, dass sie den Bestand von „Schadinsekten“ regulieren und für das ökologische Gleichgewicht des Gartens von Bedeutung sind.
Im Kleinsäugerstein bietet man einem weiteren wirksamen Schädlingsbekämpfer eine Behausung, der Spitzmaus. Hier ist es nicht nötig, auf die Ausrichtung nach einer bestimmten Himmelsrichtung zu achten. 
Für den Raupen und Schnecken fressenden Igel kann man etwas mit dem Einbau einer Igelhöhle tun. In der freien Natur lebt er gern in hohlen Baumstümpfen oder in Laubhaufen, die er in der ordentlich zurechtgestutzten Gartenwelt unserer Grundstücke nicht oft findet.

## Geschichte
Die Kräuterspirale geht auf den Australier Bill Mollison zurück, der 1981 für sein Konzept der Permakultur den Right Livelihood Award bekam. Im gleichen Jahr beschrieb er in einem Vortrag, wie er 1978 die Kräuterspirale erfand und sich dabei von den Sandmustern der Aborigines inspirieren ließ. In seinem 1988 erschienenen Buch Permaculture: A Designers‘ Manual ging er ausführlich auf die universelle Präsenz der symbolträchtigen Spiralform in der Natur und bei verschiedenen Naturvölkern ein und fügte eine Zeichnung seiner Kräuterspirale bei. Von allen Elementen der Permakultur war die Kräuterspirale von Anfang an besonders erfolgreich. Unzählige Profi- und Hobbygärtner auf der ganzen Welt haben sie nachgebaut, und auch auf Gartenschauen und in Mustergärten ist sie immer wieder zu sehen.